# Carin Göring
Carin Axelina Hulda Göring (nascida Carin Fock; Estocolmo, 21 de outubro de 1888 — Berlim, 17 de outubro de 1931) foi uma sueca e primeira esposa de Hermann Göring, Reichsmarschall da Alemanha Nazista.
Era filha de um barão e coronel do exército sueco, de uma família emigrada da Vestfália, região da Alemanha. Tornou-se Carin von Kantzow em 1910, após o casamento com um oficial do exército, barão Niels Gustav von Kantzow, com quem teve um filho, Thomas von Kantzow, nascido em 1912. Em 1920, quando estava separada de seu primeiro marido, ela conheceu Hermann Göring no castelo de Rockelstad, quando visitava sua irmã Mary, esposa do conde Eric von Rosen, que depois seria um dos líderes de um partido nazista sueco, o Nationalsocialistiska Blocket. Na época, Göring, cinco anos mais novo que Carin, trabalhava como piloto de avião comercial na Suécia e havia levado o conde de avião até o castelo. Göring apaixonou-se à primeira vista e passou a vê-la com frequência em Estocolmo, apesar do escândalo por ela ser uma mulher separada, porém ainda casada, com filho pequeno. Em dezembro de 1922, Carin divorciou-se de von Kantzow.
Após casarem-se, em 3 de janeiro de 1923, os Göring se estabeleceram numa residência nos subúrbios de Munique. Quando ele se feriu seriamente na virilha durante a marcha do Putsch da Cervejaria ao lado de Adolf Hitler, em novembro de 1923, Carin o levou para a Áustria e depois para Itália, cuidando do marido até seu restabelecimento. No início dos anos 30, a história romântica do casal foi usada como propaganda por Joseph Goebbels e os dois viajaram pelo país para ajudar na propaganda nazista.
Considerada por muitos como mais nazista e antissemita que o próprio marido, ela tornou-se a "Primeira-Dama" dos nazistas antes de chegarem ao governo. Sua saúde, porém, era precária. Carin contraiu e sofria de tuberculose durante seus últimos anos. Quando sua mãe, Huldine Fock, morreu inesperadamente em setembro de 1930, ela levou um grande choque e foi internada num hospital para tratar da saúde precária no coração. No ano seguinte, ela morreu de falência coronária quatro dias antes de completar 43 anos e antes dos nazistas subirem ao poder na Alemanha.
Sua morte foi bastante sentida por Göring. Ele batizou a grande propriedade que construiu em 1933 nos subúrbios de Berlim como Carinhall em sua homenagem. Lá, o corpo de Carin foi reenterrado após ser retirado de sua sepultura original na Suécia, numa cerimônia com a presença de Hitler em pessoa e Göring encheu a casa – e seu apartamento em Berlim – com imagens da esposa. Um altar foi construído para a mulher, que permaneceu na casa mesmo após seu segundo casamento em 1935, com Emma Sonnemann. Em 1945, com o avanço das tropas soviéticas sobre a região, Göring deu ordens de demolir o Carinhall. O corpo de Carin, descoberto no terreno tempos depois pela família Fock, foi cremado e as cinzas transportadas para o local de repouso final na Suécia.
Após sua morte, sua irmã mais velha Fanny escreveu um livro sobre sua vida, que tornou-se um grande best-seller na Alemanha, com mais de 900 mil cópias vendidas em 1943.